# 65696 П'єранрі
65696 П'єранрі (65696 Pierrehenry) — астероїд головного поясу, відкритий 6 жовтня 1991 року.
Тіссеранів параметр щодо Юпітера — 3,294.